# بين إيفانز
بين إيفانز (بالإنجليزية: Ben Evans)‏ هو لاعب اتحاد الرغبي بريطاني، ولد في 31 يوليو 1975 في كارديف في المملكة المتحدة.